# Sint-Nicolaaskerk (Westerland)
De Sint-Nicolaaskerk (Duits: Kirche Sankt Nicolai) is een luthers kerkgebouw in Westerland op het Deense eiland Sylt. Het drieschepige gebouw is de grootste kerk van het eiland en werd wegens de snel groeiende bevolking gebouwd, nadat de oude dorpskerk te klein was geworden. In 1906 werd begonnen met de bouw van de grotere stadskerk. De bouw werd voltooid in 1908 en gewijd aan de heilige Nicolaas, schutspatroon voor de kooplieden en zeevarenden. Het ontwerp voor de kerk was afkomstig van de architect Oskar Hossfeld.

## Bouw
De Nicolaaskerk is een drieschepige hallenkerk met een dwarsschip, een westelijke toren en een halfronde apsis. Het bouwmateriaal van de kerk bestaat uit baksteen. Het kerkschip is met leien bedekt en de achthoekige spits met koper. Boven de viering is een eveneens met koper gedekt dakruitertje. De kerk bezit stijlelementen van de romaanse architectuur, zoals rondbogen, kruisbogen en tandfriezen. Aan de baksteengotiek herinneren daarentegen de wit gestucte blindnissen van de toren en van de gevels van de dwarsschepen.

## Interieur
Het interieur van de kerk heeft een vlakke zoldering en galerijen, die deels op houten zuilen steunen. De galerijen aan de noordelijke en zuidelijke muur overspannen de smalle zijbeuken geheel. Het middenschip wordt door bogen van de zijschepen en de westelijke galerij gescheiden. Het koor is erg kort en gaat over in de apsis met een half koepelgewelf. Oorspronkelijk was het interieur van de kerk in byzantijnse stijl beschilderd. Zowel de kansel als het altaar waren rijk gedecoreerd. In 1962-1963 vond een grondige renovatie plaats, waarbij het altaar en de kansel moesten wijken en de muren wit of grijs werden overgekalkt. Alleen de vensters behielden kleur.

## Inrichting

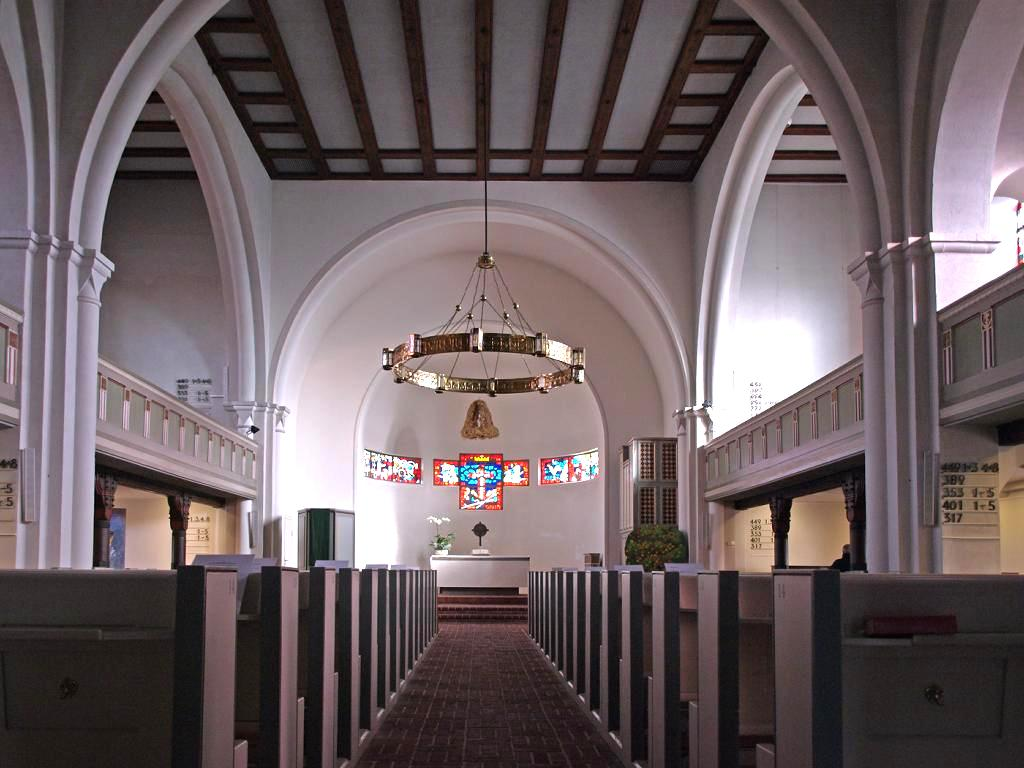
Interieur

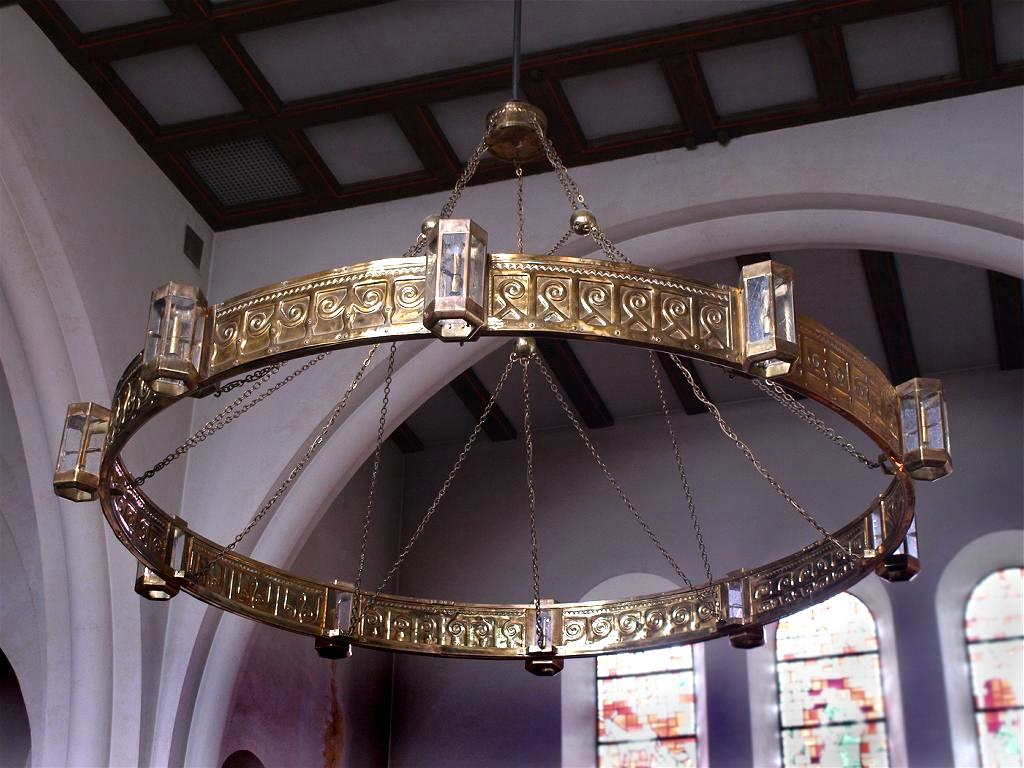
Kroonluchter

#### Doopvont
Het romaanse doopvont uit het de 12e-13e eeuw is het oudste kunstwerk in de kerk. Oorspronkelijk stond het in de kerk van de verdronken plaats Eidum. De sokkel van het doopvont draagt een enigszins conische cuppa met vier koppen en reliëfs van een hert, een mythisch wezen, een leeuw en een lelie.

#### Altaar
Boven het eenvoudig gehouden altaar stellen de vensters het lijden van Christus voor. Ze werden gemaakt door de kunstschilder en beeldhouwer Siegfried Assmann en tijdens de renovatie van de jaren 1960 ingebracht. Ook het meditatiekruis op het altaar stamt van Assmann.

#### Kroonluchters
De beide kroonluchters zijn geïnspireerd op middeleeuwse kroonluchters.

#### Orgel
Het hoofdorgel op de westelijke galerij werd in 1963 vervangen door een nieuw instrument van de firma Kemper uit Lübeck. Het sleeplade-instrument bezit 33 registers verdeeld over drie manualen en pedaal. De speeltracturen zijn mechanisch, de registertracturen elektrisch.